# Lost Gardens of Heligan

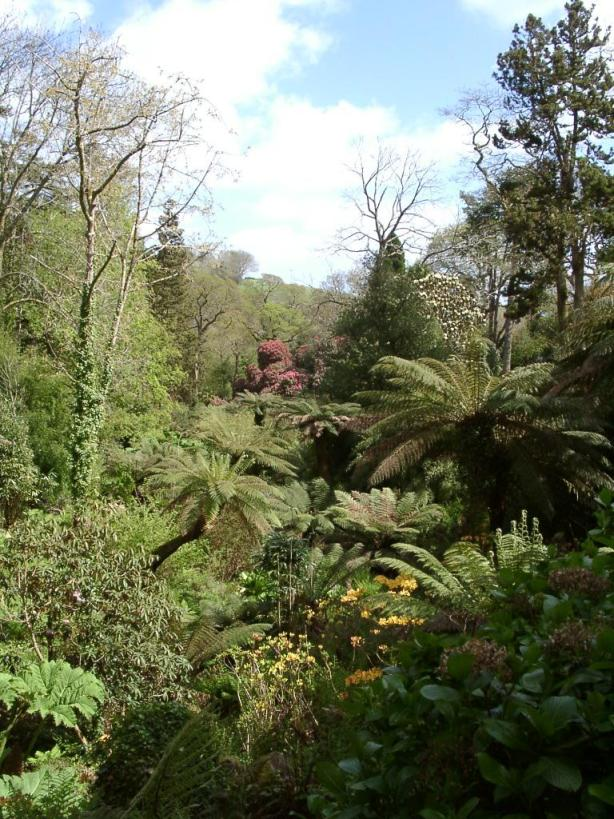
"The Jungle" (La jungla).

The Lost Gardens of Heligan (Los jardines perdidos de Heligan), cerca de Mevagissey en Cornualles, es uno de los jardines botánicos más populares del Reino Unido. 

## Historia
Los jardines eran parte originalmente de la finca Heligan, propiedad de la familia Tremayne de Cornualles. Después de la Primera Guerra Mundial, que produjo la muerte de 16 de los 22 jardineros que trabajaban en él, los jardines quedaron en un estado de negligencia hasta que Tim Smit y un grupo de entusiastas compañeros decidieron restaurar el jardín a su esplendor original. 
La restauración, que era el tema de una serie de televisión de seis partes en el canal 4 emitida en 1996, demostró ser un éxito excepcional, no sólo revitalizando los jardines sino también a la economía local, proporcionando empleo alrededor de Heligan.

## Colecciones
El estilo de los jardines es típico del estilo Gardenesque del siglo XIX, con áreas de diverso carácter y en diferentes estilos de diseño.
Los jardines actualmente albergan una fabulosa colección de ejemplares añosos y colosales de rhododendron y camellias, una serie de lagos alimentados por bombas de ariete que cuentan con más de una centuria, frondosos jardines florales y de hortalizas, un jardín italiano, y un área salvaje imponente plena de helechos arborescentes de aire subtropical denominada "The Jungle" (La jungla). Los jardines también albergan el único Hoyo de la piña que permanece actualmente en Europa, calentado por el calor desprendido por la descomposición del compost, y dos figuras hechas de rocas y plantas conocidas como la Doncella de Fango y la Cabeza de Gigante.

## Vistas de Heligan

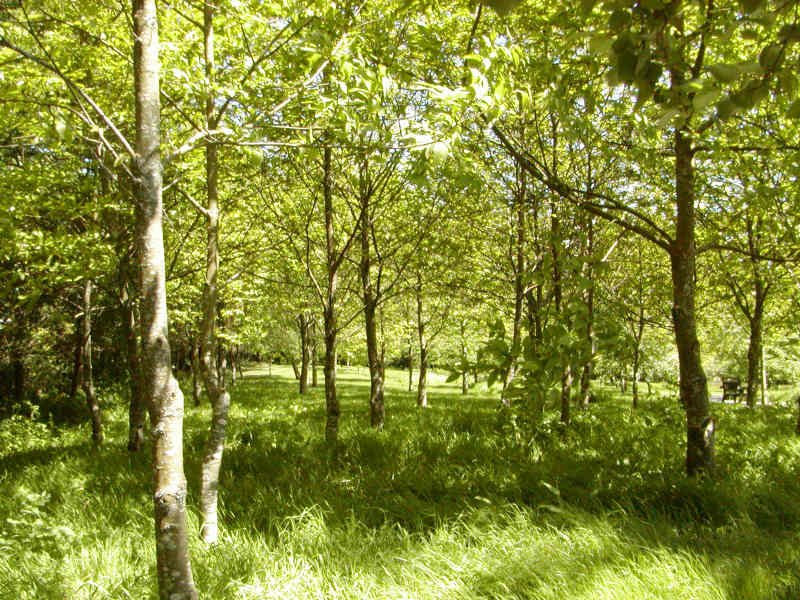
árboleda de pimpollos
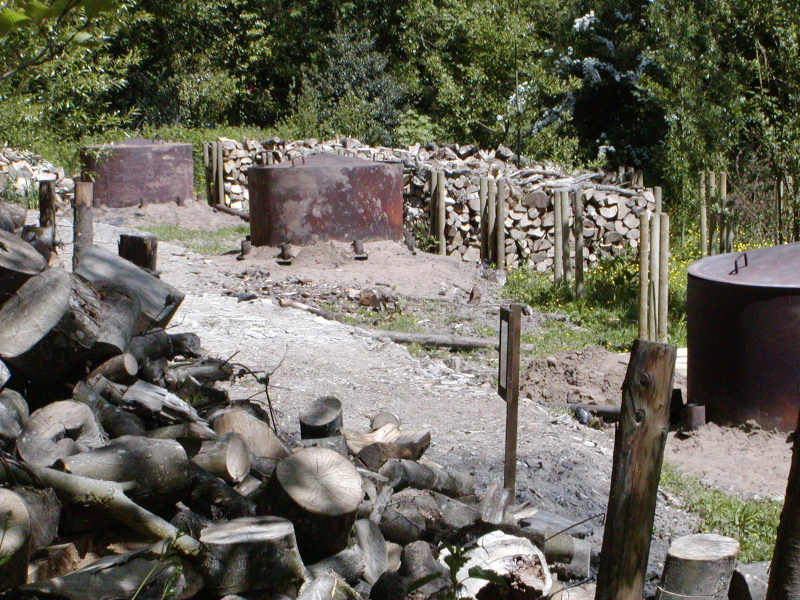
"Charcoal kiln" (Horno del carbón de leña)
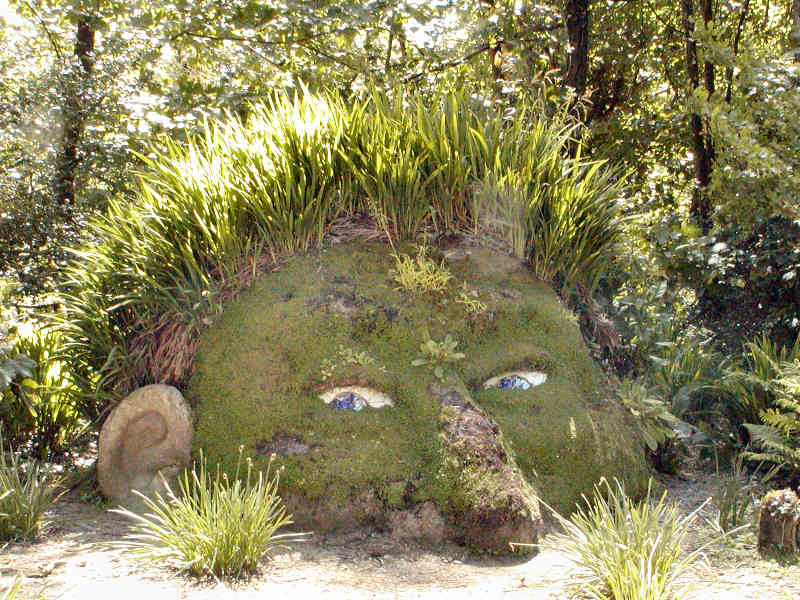
Escultura de Susan Hill "The Giant's Head" (La cabeza del gigante)
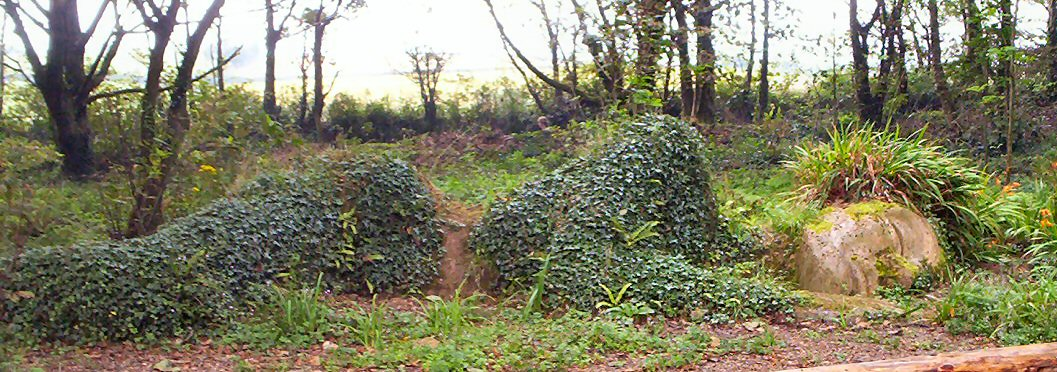
La escultura de Susan Hill "The Mud Maid" (La doncella de fango)
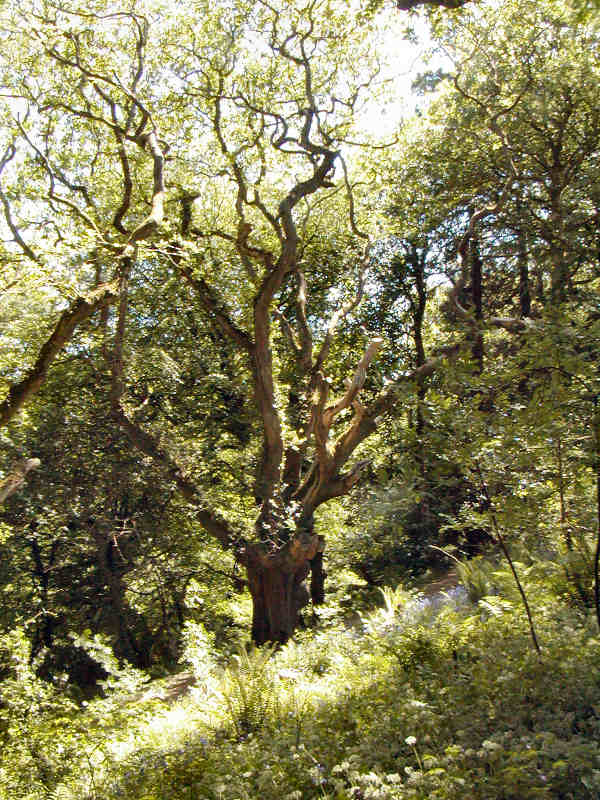
Robles en el "Lost Valley"
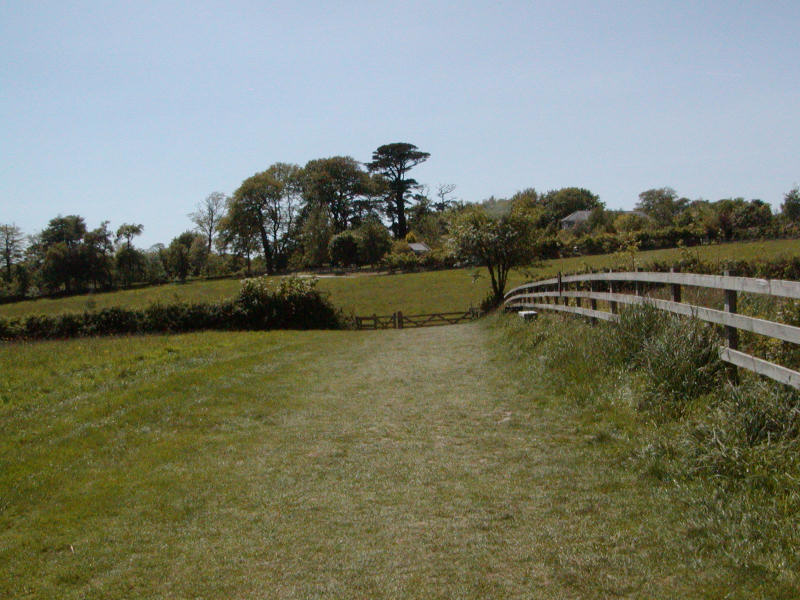
Prado de Heligan
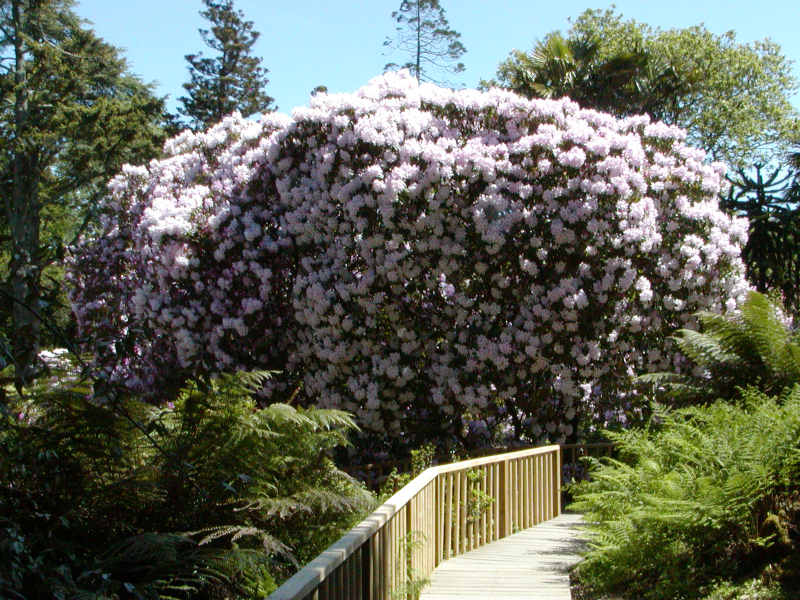
Borde de Rhododendron en "The Jungle"
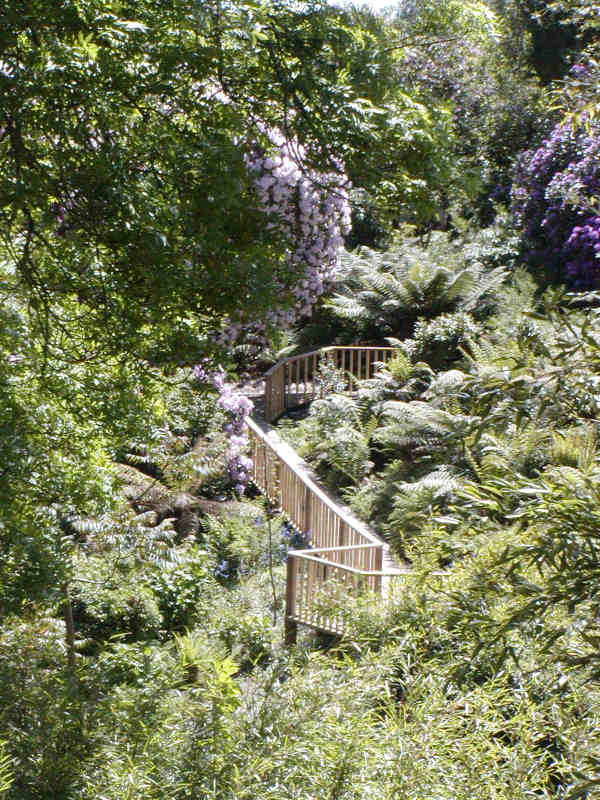
"The Jungle"
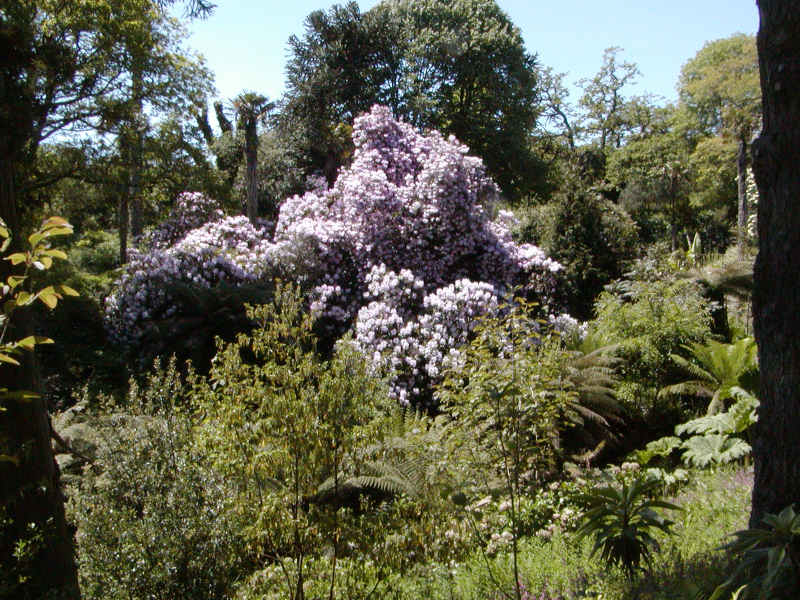
"The Jungle" (La jungla)
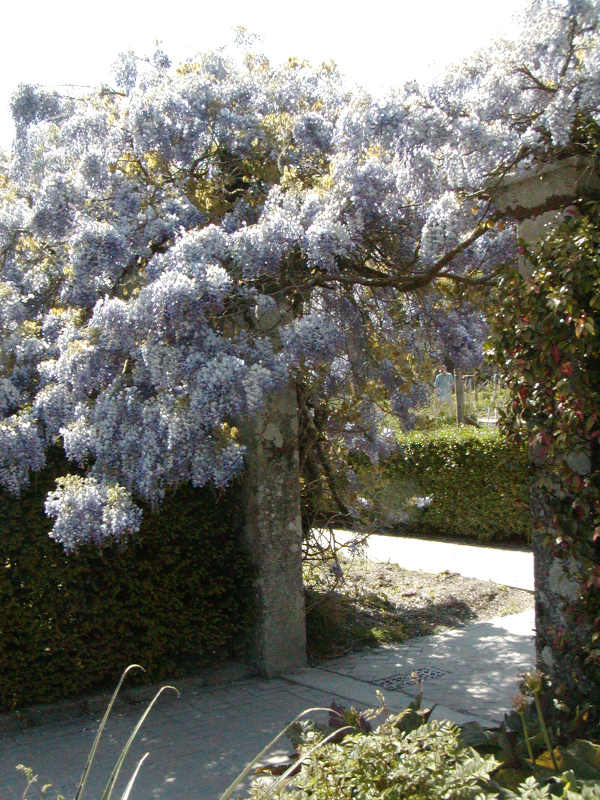
Puerta de Wisteria
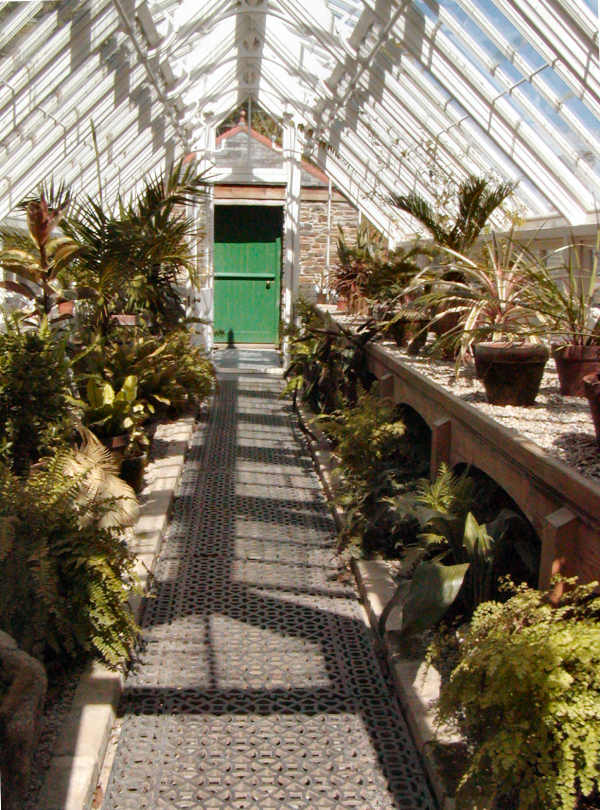
Un invernadero
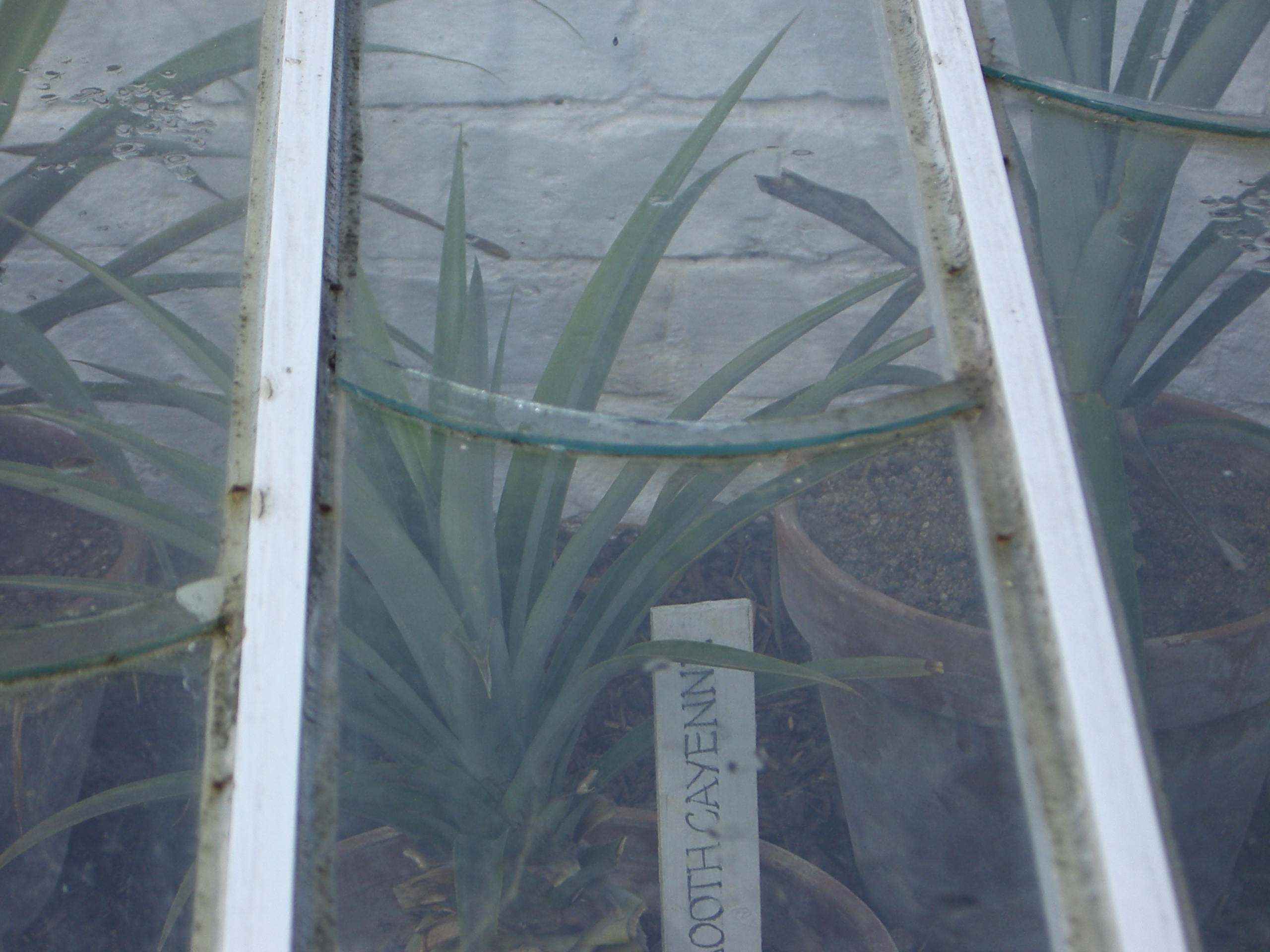
"Pineapple pit" (Pozo de las piñas) de Heligan
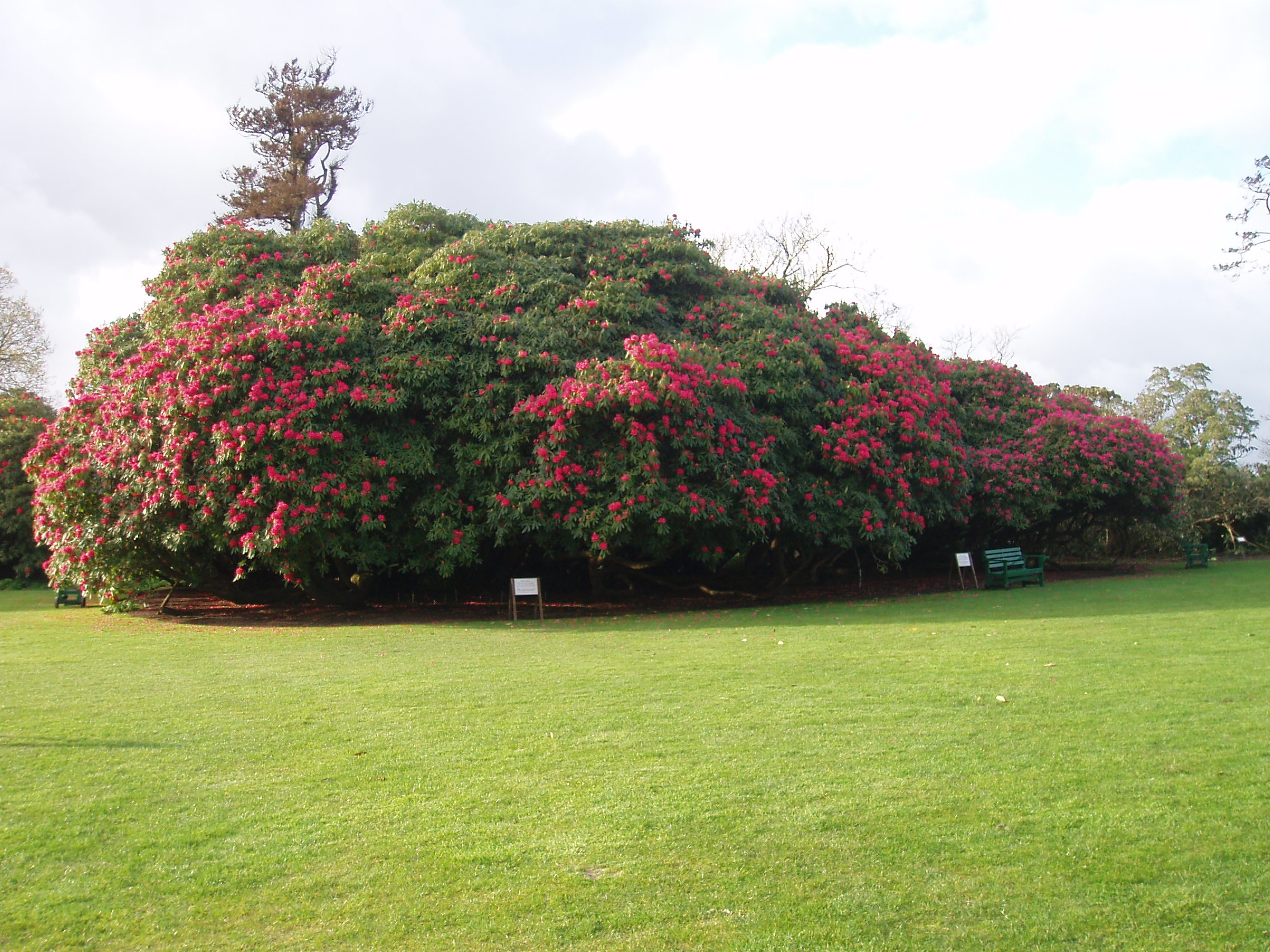
Un gran ejemplar de rhododendron arborescente, en "Flora's Green", "Northern Gardens"
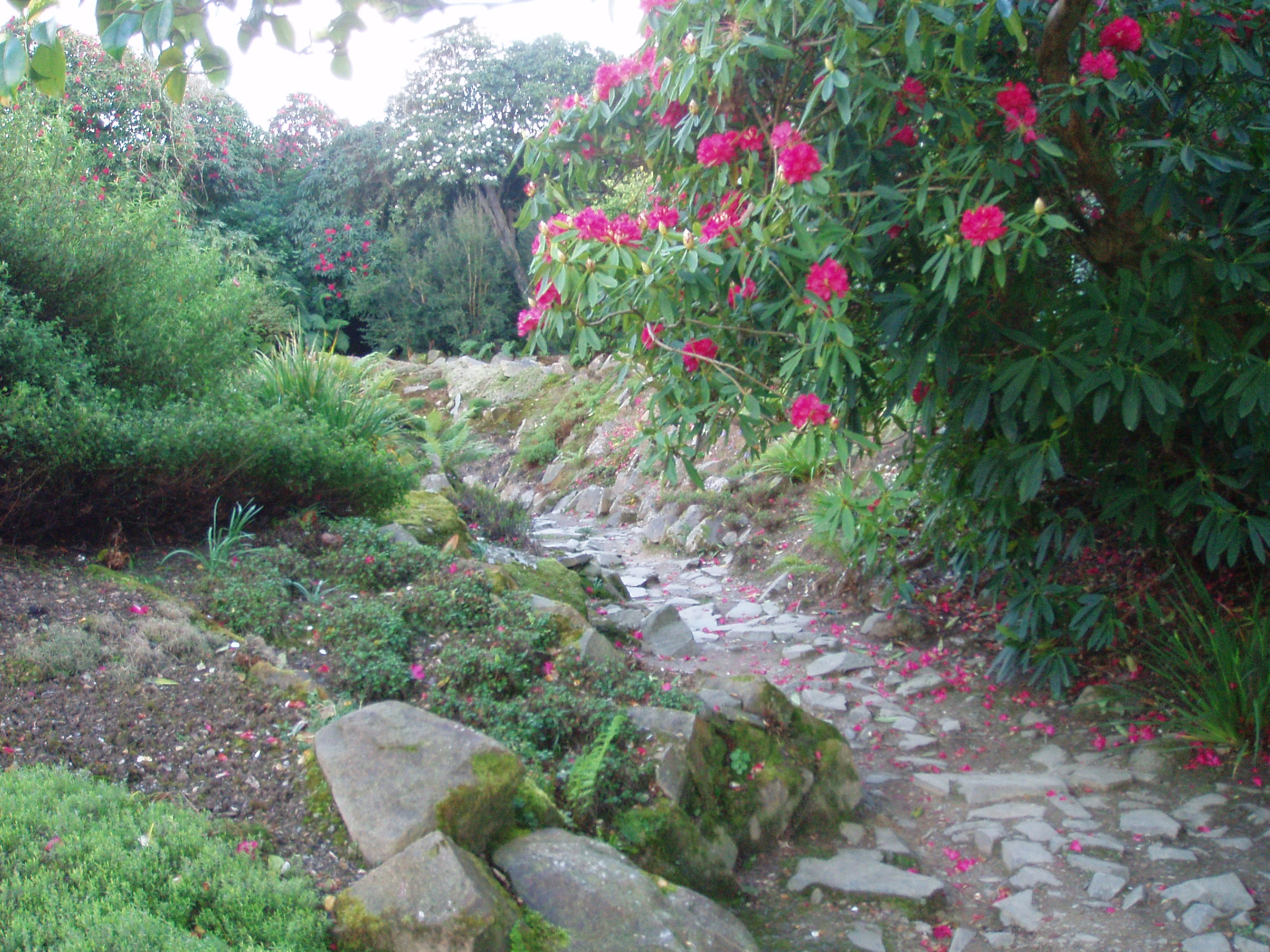
"The Ravine garden", parte de los "Northern Gardens"
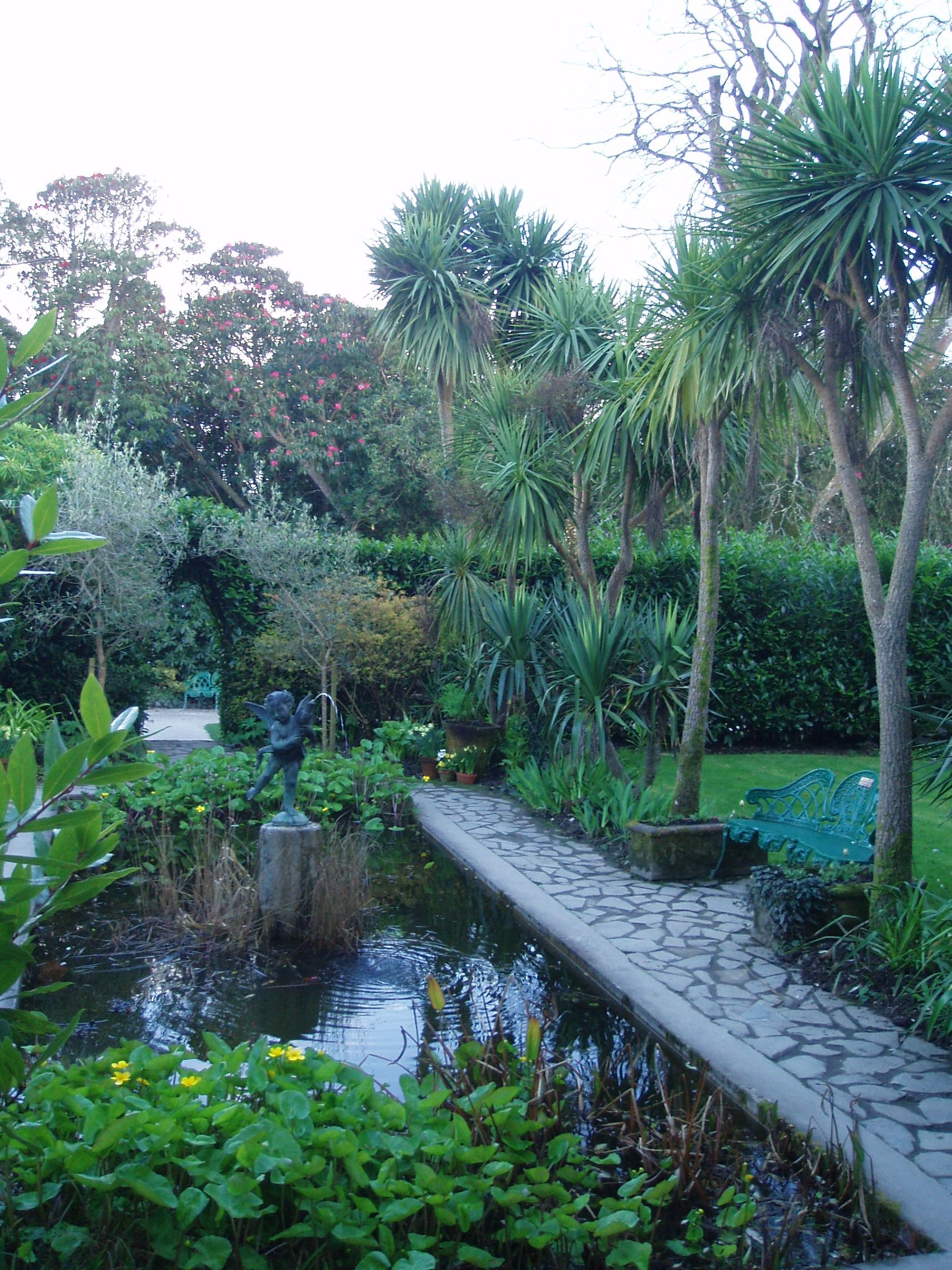
"The Italian garden", parte de los "Northern Gardens"
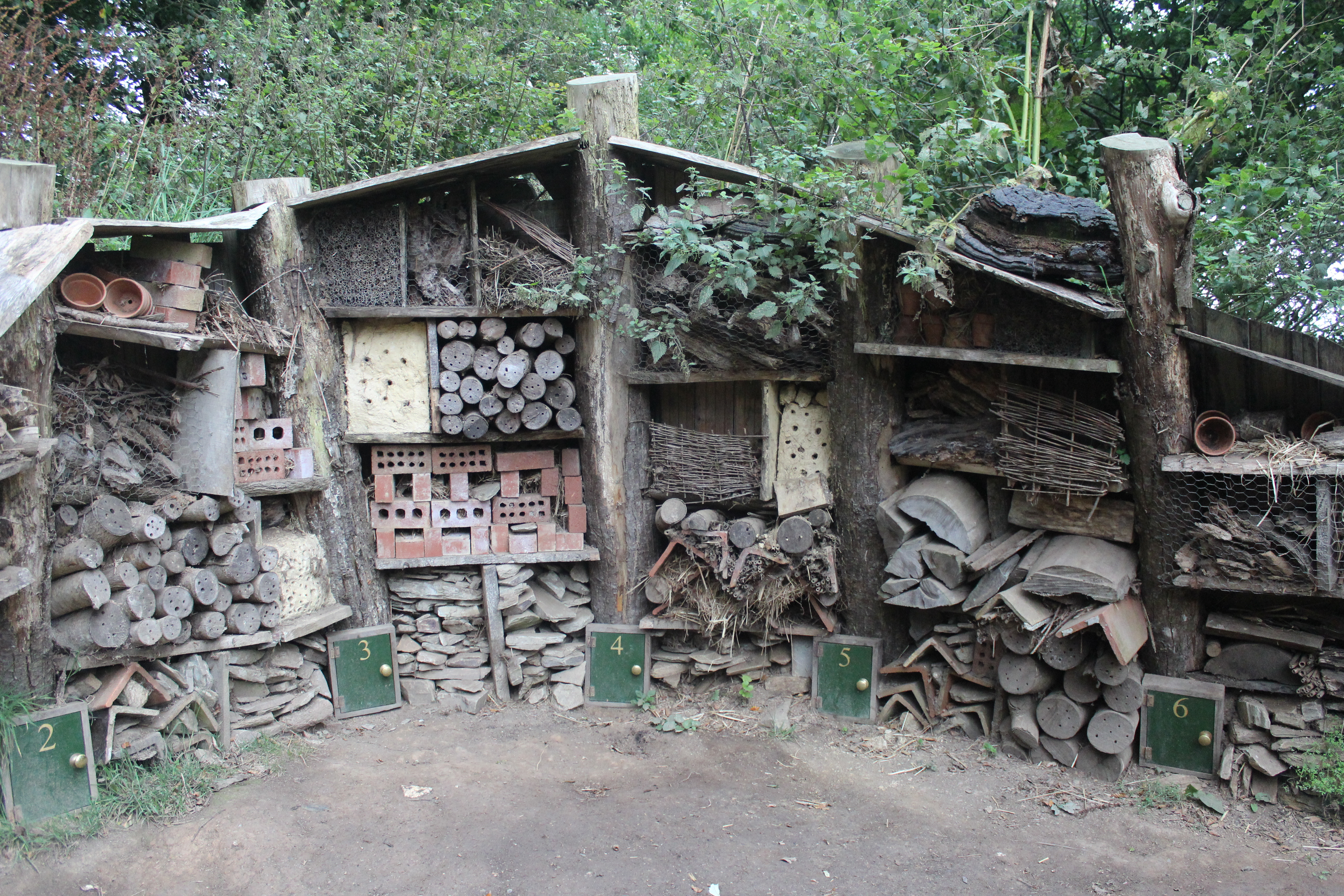
Caja de insectos

## Literatura
- Heligan Manor Gardens Project: A Brief history and guide to Heligan. Heligan 1994.
- Ivor J. Herring: 400 years of Tremaynes at Heligan. St Austell 1999: Federation of Old Cornwall Societies. ISBN 0-902660-26-8
- Colin Howlett: Heligan wild: a year of nature in the lost gardens. Londres 1999: Gollancz. ISBN 0-575-06751-9
- Tom Petherick: Heligan: a portrait of the lost gardens. Londres 2004: Weidenfeld y Nicolson. ISBN 0-297-84344-3
- Philip McMillan Browse: Heligan: fruit, flowers and herbs. Penzance 2005: Alison Hodge. ISBN 0-906720-40-0
- Tim Smit: The Lost Gardens of Heligan. Londres 1999: Orion.
- Tim Smit: The Heligan vegetable Bible, Londres 2002: Cassell Illustrated. ISBN 1-84403-003-2

## Medios audiovisuales
- Free Range Television (Ed.): Heligan. Past, Present & Future. A Tenth Anniversary Celebration. Heligan 2001. (DVD)
- Vivianne Howard (director), Barbara Flynn (narradora): The lost gardens of Heligan: an exquisite garden emerging like "Sleeping Beauty" from its seventy year sleep, Londres 1997: Channel 4 Video. (VHS) ASIN B00004CTZH
- The Return To The Lost Gardens Of Heligan - The Myths And Discoveries Michael Hutchinson (director) Channel 4 Video (VHS) ASIN B00004CY3I